# Angelik Hribar
Angelik Hribar, slovenski pater, skladatelj in zborovodja, * 3. marec 1843, Zgornji Tuhinj nad Kamnikom, Kranjska, Avstrijsko cesarstvo, † 6. april 1907, Ljubljana, Avstro-Ogrska (danes Slovenija).

## Življenjepis
Pater Hribar je obiskoval gimnazijo v Ljubljani, stopil v frančiškanski red, študiral bogoslovje in bil leta 1867 posvečen. Sprva je nekaj let služboval kot učitelj v Kamniku, leta 1873 pa je prevzel vodenje frančiškanskega kora v Ljubljani. Tu je deloval do smrti.

## Glasbeno delo
Glasbeno se je izpopolnjeval pri K. Mašku, A. Nedvĕdu in A. Foersterju. Bil je soustanovitelj Cecilijanskega društva ter 27 let poučeval na orglarski šoli. (Izraz cecilijanstvo pomeni težnjo po reformiranju cerkvenega petja, ki je pod vplivom italijanske opere dobilo precej posveten značaj. To so skušali doseči t. i. cecilijanci, organizirani v cecilijanskih društvih. V Ljubljani je tako društvo nastalo 1877). Njegove skladbe so ljudsko občutene, sočne in živahne ter večinoma enoglasne. Skladal je pretežno cerkvene skladbe (Cerkvena glasbena dela I - III, izšla 1910 - 1912) njegov posvetni opus pa je številčno skromnejši. Cecilijanska načela se razločneje kažejo predvsem v njegovih latinskih mašah (Ecce panis angelorum; Missa pro defuntcis, 1879; Missa in honorem S. Antonij Paduani, 1902).